# 롤스로이스 고스트
롤스로이스 고스트는 롤스로이스가 팬텀의 아랫급으로 만든 자동차이다. 특별한 차급이 없어서 준대형차로 분류되기도 한다. 이름의 유래는 제조사가 과거에 생산했던 차량인 '실버 고스트'다.

## 1세대
기함인 팬텀이 지나치게 비싸고 크기 때문에 롤스로이스는 팬텀의 하위급인 고스트를 개발하기로 해 2005년부터 개발에 착수해 2009년 말 출시됐다. 가격은 리무진이 6억, 일반이 4억정도 되며, 현대 그랜저, 기아 K8보다도 더 비싼 준대형차라는 것이다.
이후 2013년에 페리를 통해 전면부 디자인이 수정되었다.

## 2세대
2020년 7월에 출시되었다. 국내에서는 같은 해 연말 출시됐다.